# منطقه حفاظت‌شده رودخانه تجن
منطقهٔ حفاظت‌شدهٔ رودخانه تجن یک منطقهٔ حفاظت‌شده با مساحت ۷۴۱۱ هکتار است که در استان خراسان رضوی در ایران قرار دارد. این منطقهٔ حفاظت‌شده طبق مصوبهٔ شمارهٔ ۷۲۷ در تاریخ ۱۳۹۱/۲/۳۱ در فهرست مناطق تحت حفاظت سازمان محیط زیست ایران قرار گرفت.